# Iruya (departement)
Iruya is een departement in de Argentijnse provincie Salta. Het departement (Spaans:  departamento) heeft een oppervlakte van 3.515 km² en telt 6.368 inwoners.

## Plaatsen in departement Iruya
- Chiyayoc
- Colanzuli
- Iruya
- Isla de Cañas
- Pueblo Viejo
- Rodeo Colorado
- San Isidro
- San Juan
- Volcan Higueras